# Expedição 17
Expedição 17 foi uma expedição humana de longa duração na Estação Espacial Internacional, realizada entre 19 de abril e 24 de outubro de 2008. Dois dos membros, os cosmonautas Sergei Volkov, comandante da expedição,  e Oleg Kononenko, foram lançados em 8 de abril, a bordo da espaçonave Soyuz TMA-12 e juntaram-se ao astronauta Garrett Reisman, que já se encontrava na estação e foi transferido da tripulação da expedição anterior. Com o lançamento do ônibus espacial Discovery em 31 de maio, na missão STS-124, Reisman foi substituído por Gregory Chamitoff. Aos 35 anos, o russo Volkov, em sua primeira viagem espacial, foi o mais novo comandante da ISS.

## Tripulação
| Posição             | Primeira parte (Abril até junho de 2008) | Segunda parte (Junho até outubro de 2008) |
| ------------------- | ---------------------------------------- | ----------------------------------------- |
| Comandante          | Sergei Volkov                            |                                           |
| Engenheiro de voo 1 | Oleg Kononenko                           |                                           |
| Engenheiro de voo 2 | Garrett Reisman                          | Gregory Chamitoff                         |

## Insígnia
A insígnia foi criada para celebrar os atuais conhecimentos humanos do espaço assim como para simbolizar o potencial de futuras expedições espaciais. A Terra, representada na parte inferior, é a base da qual todas as atividades espaciais se iniciaram. A ISS, mostrada em órbita pouco acima dela, ilustra o nível atual das operações espaciais. A seta e a estrela apontam para cima e para fora, através da imensidão do universo, indicando a direção das futuras operações para os humanos construírem sobre o que já foi realizado. As bandeiras, que simbolizam os países dos tripulantes, se tocam, destacando a natureza cooperativa do programa espacial e simbolizando a fusão da ciência e do conhecimento  destas duas nações na exploração do espaço.

## Missão
Entre dezenas de experiências feitas por esta missão, destacam-se as no campo da ciência da vida, ergometria, de observação da Terra e demonstrações de tecnologia de ponta. Muitas delas foram criadas para reunir informações sobre os efeitos no corpo humano da permanência por longa duração no espaço, que ajudará a planejar as futuras missões para a Lua e para Marte; alguns deles foram desenvolvidos para operar autonomamente no espaço e outros por controle remoto desde o Marshall Space Flight Center (MSFC) da NASA, no Alabama.
Esta missão também viu  a instalação do módulo científico japonês Kibo, levado pela STS-124 Discovery, num processo que levou três missões do ônibus espacial para completar o transporte do módulo inteiro, e recebeu a visita de três naves não-tripuladas Progress, que transportaram para a ISS equipamentos, combustível, água e comida.

## Caminhadas espaciais
| EVA # | Astronautas | Início (UTC)              | Fim (UTC)                 | Duração             |
| ----- | --- | ------------------------- | ------------------------- | ------------------- |
| EVA 1 | Sergei Volkov Oleg Kononenko | 10 de julho de 2008 00:51 | 10 de julho de 2008 06:29 | 6 horas, 18 minutos |
| EVA 1 | Os cosmonautas inspecionaram a Soyuz TMA-12, já que no ultimo pouso da Soyuz TMA-11, um mal funcionamento da nave provocou anomalias na trajetória de retorno. A cápsula pousou centenas de quilômetros do alvo e com uma aceleração muito mais elevada do que é normal, contudo sem risco de morte para os ocupantes da espaçonave. Engenheiros russos sugeriram que a anomalia pode ser atribuída ao mau funcionamento dos parafusos pirotécnicos nas novas Soyuz TMA. Os cosmonautas retiram os parafusos pirotécnicos que foram posteriormente enviada à Terra para análise. |                           |                           |                     |
| EVA 2 | Sergei Volkov Oleg Kononenko | 15 de julho de 2008 16:22 | 15 de julho de 2008 21:11 | 5 horas, 54 minutos |
| EVA 2 | Volkov e Kononenko instalaram um "alvo" no sistema de engate do módulo Zvezda, que permitirá o acoplamento de um pequeno módulo russo de investigação em 2009. Em seguida, foi instalado o experimento chamado Vsplesk, com objetivo de acompanhar eventos sísmicos, e foi removido o experimento Biorisk, que tem como objetivo estudar o efeito do espaço em microorganismos. |                           |                           |                     |

## Galeria

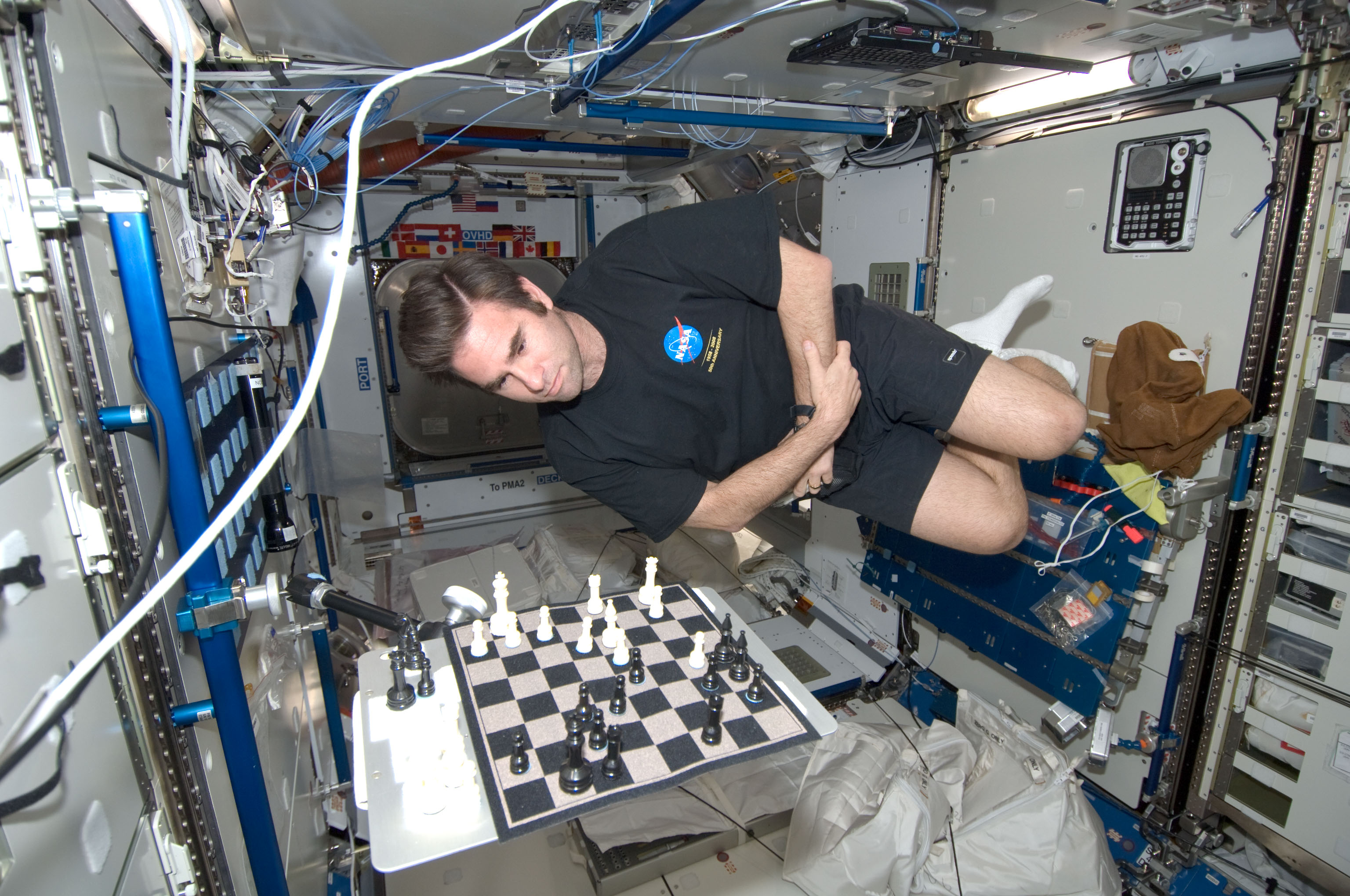
O astronauta Chamitoff joga xadrez no módulo Harmony.
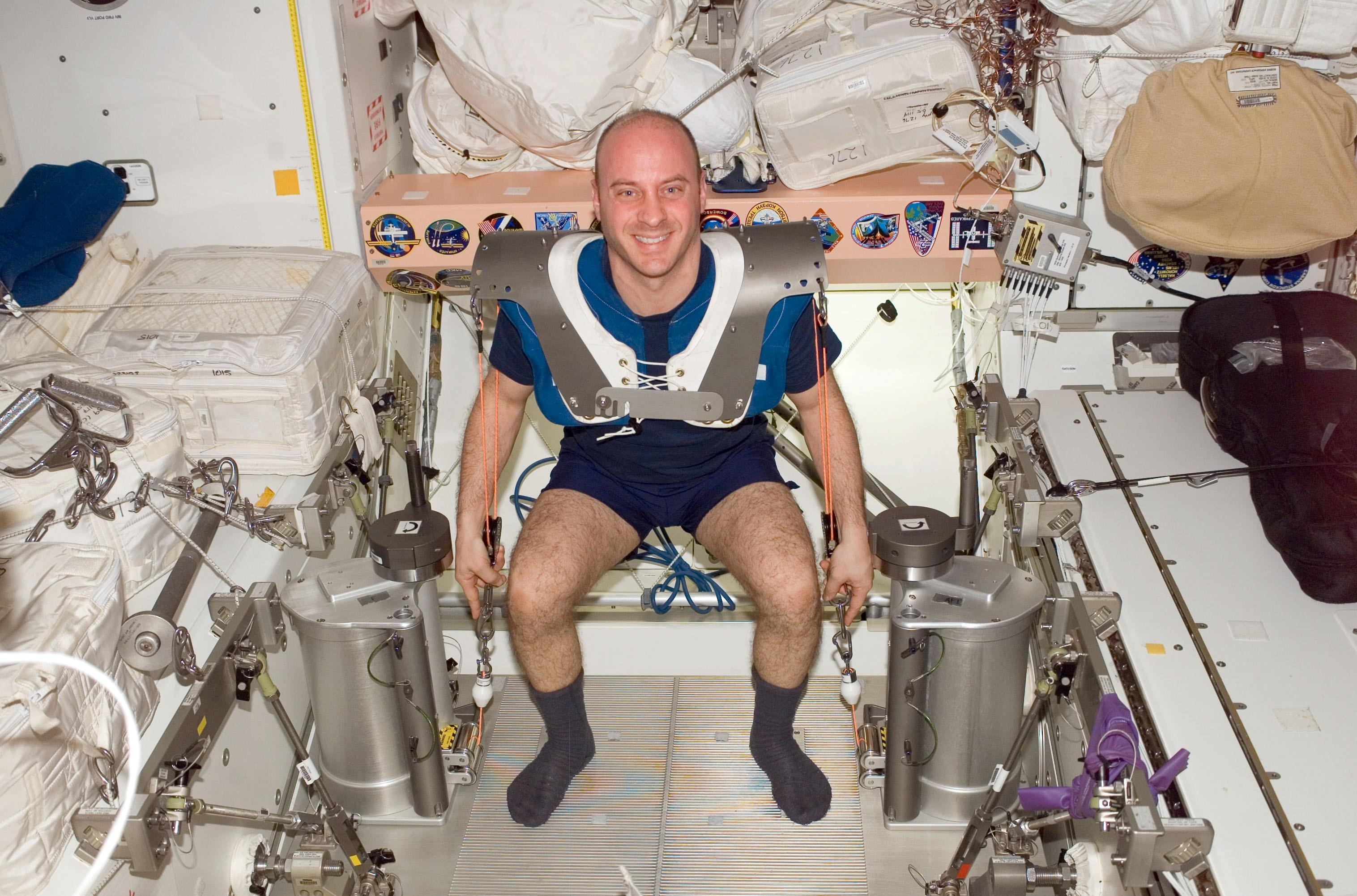
Garrett Reisman se exercita no módulo Unity.
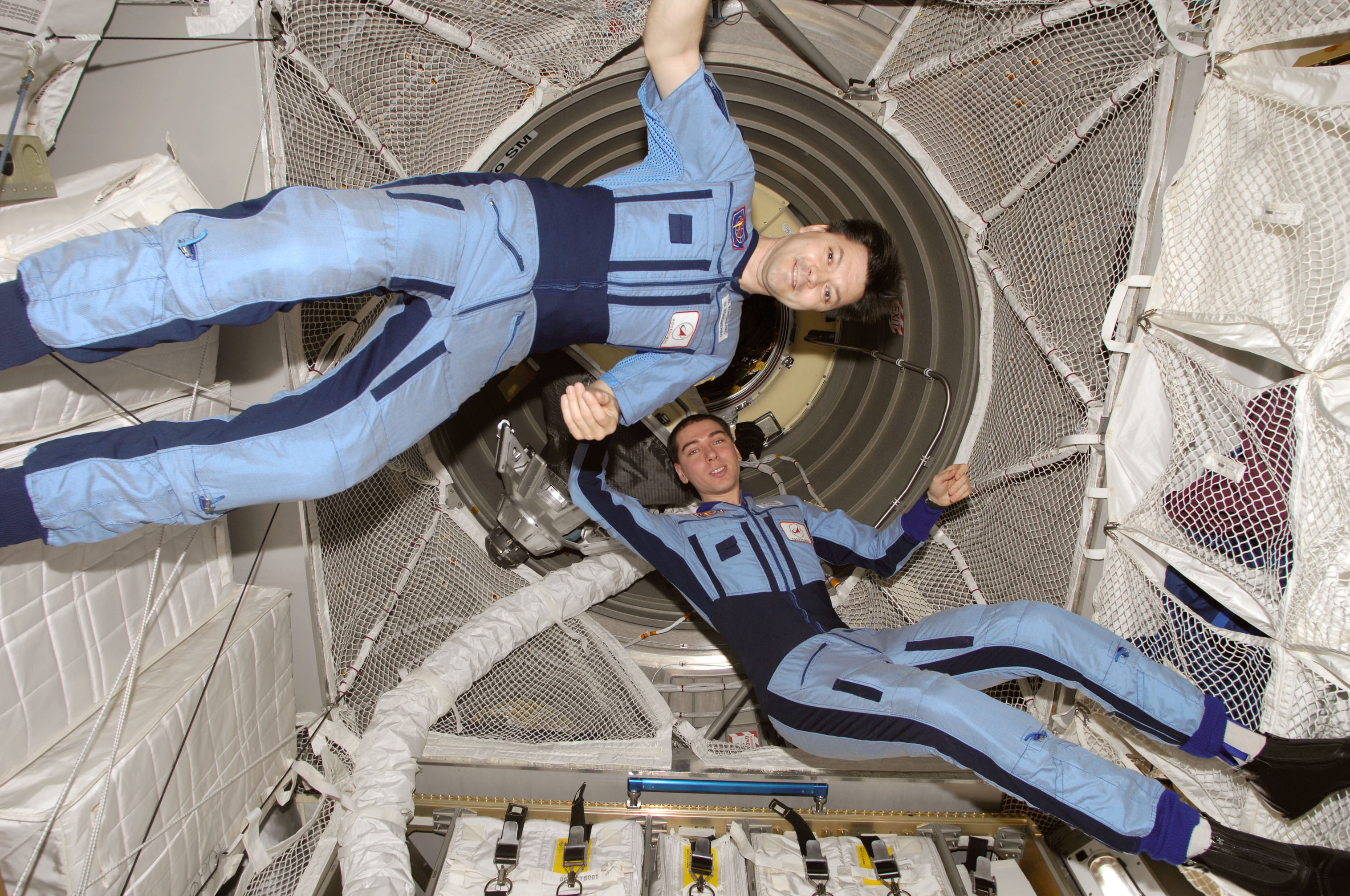
Os russos Volkov e Kononenko flutuam no ATV Jules Verne acoplado à ISS .
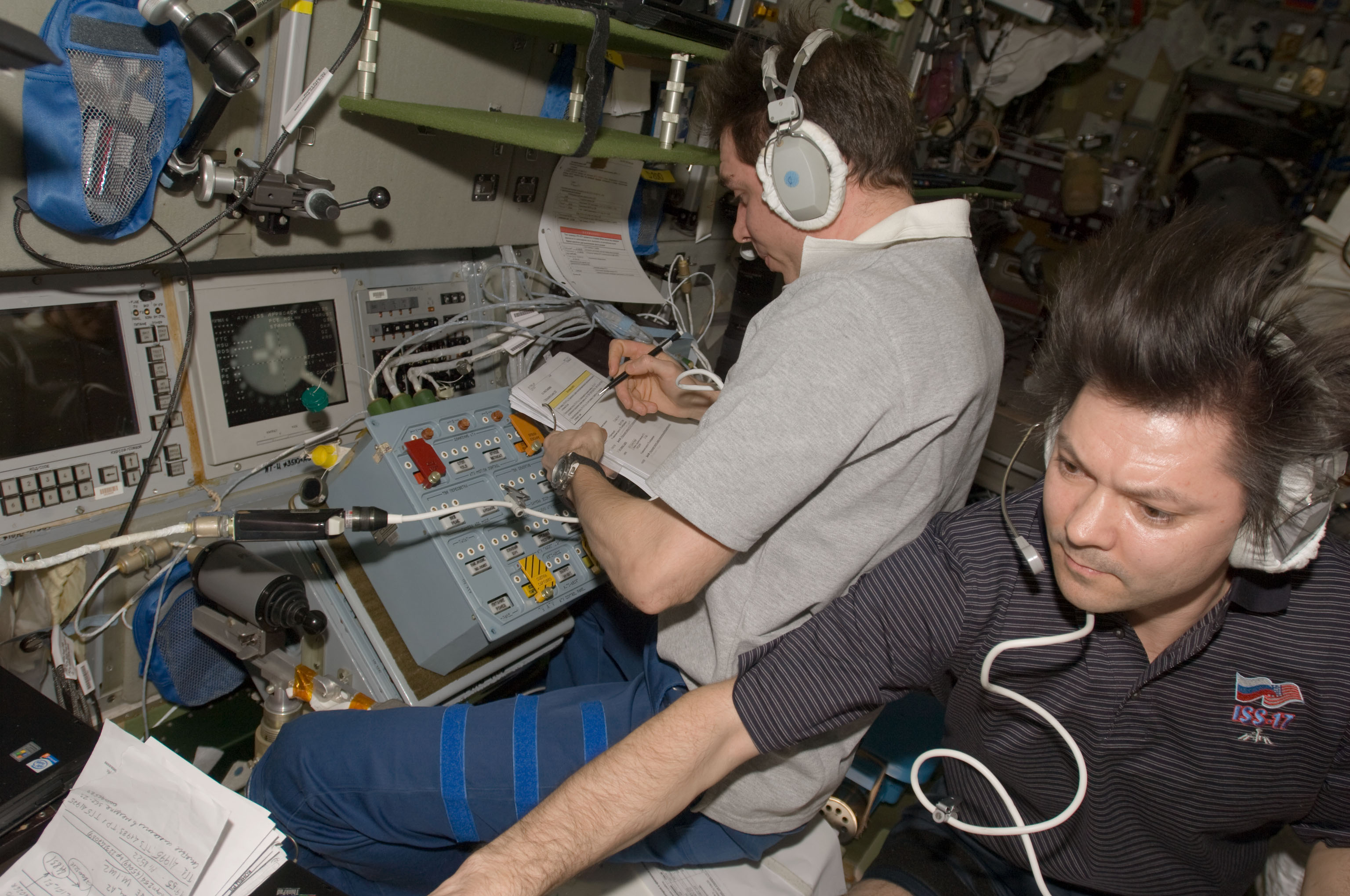
Cosmonautas no módulo Zvezda preparam a desacoplagem do ATV.
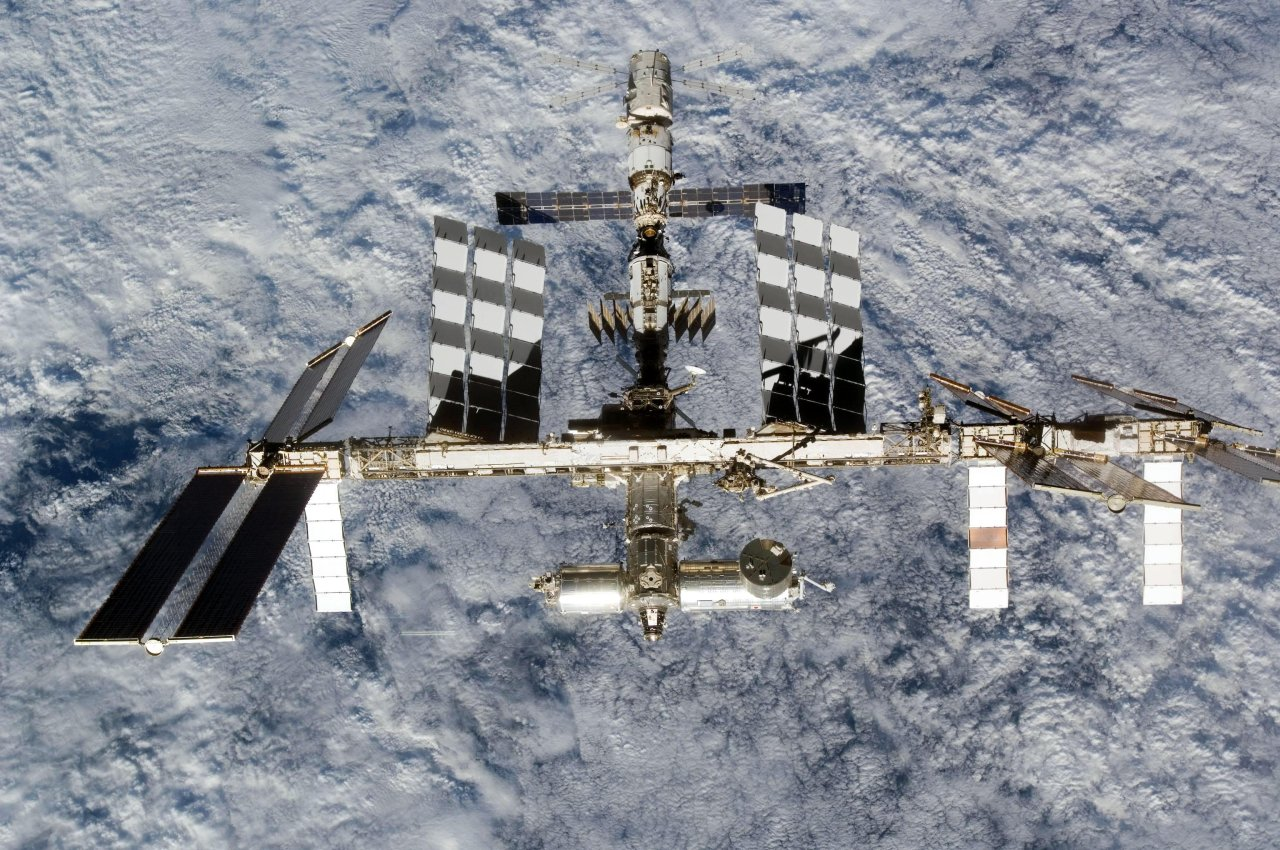
A ISS fotografada do ônibus espacial Discovery.
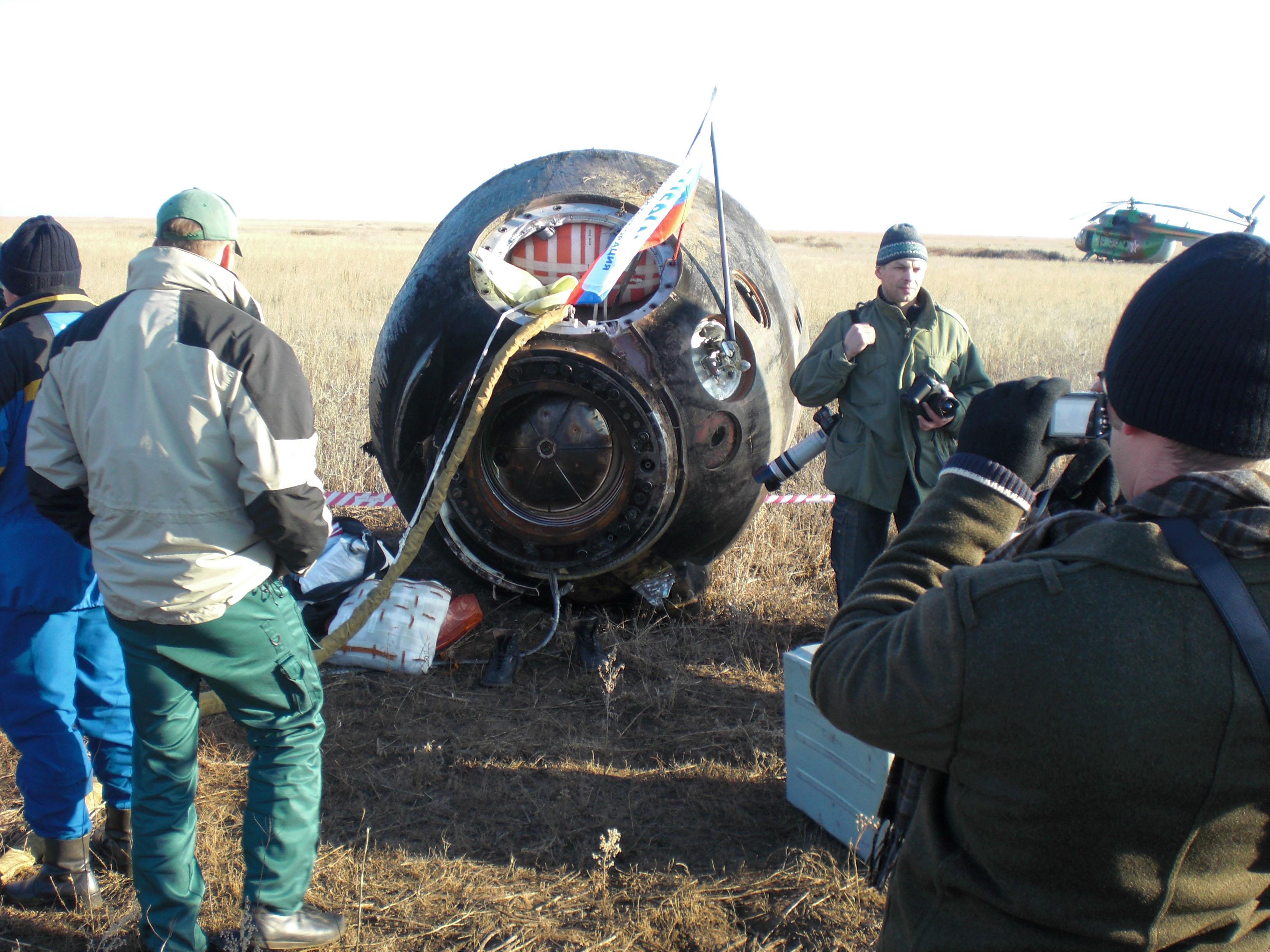
A cápsula da  TMA-12, que transportou Volkov, Kornienko e Chamitoff de volta à Terra, após o pouso no Casaquistão.